# Kordeliwka
Kordeliwka (ukr. Корделівка) – wieś na Ukrainie, w obwodzie winnickim, w rejonie chmielnickim. W 2001 liczyła 2902 mieszkańców, spośród których 2832 wskazało jako ojczysty język ukraiński, 59 rosyjski, 1 mołdawski, 1 białoruski, 4 ormiański, a 5 inny.

## Urodzeni
- Maria Werkenthin